# Phyllanthus gageanus
Phyllanthus gageanus är en emblikaväxtart som först beskrevs av James Sykes Gamble, och fick sitt nu gällande namn av M.Mohanan. Phyllanthus gageanus ingår i släktet Phyllanthus och familjen emblikaväxter. Inga underarter finns listade i Catalogue of Life.